# 鹿児島市の行政区域の変遷

鹿児島市の位置図

鹿児島市の行政区域の変遷（かごしましのぎょうせいくいきのへんせん）では、
鹿児島県鹿児島市の市制町村制施行以後の行政区域の変遷を記す。
鹿児島市は、1889年（明治22年）の旧鹿児島城下46町及び旧近在の内1町3村の区域の鹿児島市成立から過去の市町村の編入・合併があり、平成の大合併において現在の市域となった。

## 市域の変遷
鹿児島市は1889年（明治22年）、市制及町村制（明治21年法律第1号）が施行されたのに伴い市制施行地（明治22年内務省告示第1号）により、鹿児島が市制施行地に指定され、同年4月1日をもって鹿児島県令第26号の規定に基づき、鹿児島府下47町及び荒田村、塩屋村、西田村の合計50町村が合併し成立した。鹿児島市は日本で最初に市制が施行された31市の一つである。
その後は近隣の村の一部区域を鹿児島市に編入したり、近隣村へ一部区域を分割しているが、1934年（昭和9年）に鹿児島郡中郡宇村、同郡西武田村及び同郡吉野村の3村を編入し、1950年（昭和25年）には鹿児島郡伊敷村及び同郡東桜島村の2村が編入された。
その後はしばらく市域の変更はなかったが、1967年（昭和42年）に南部に接する谷山市との新設合併により新たに「鹿児島市」となり、2004年（平成16年）には鹿児島郡吉田町、同郡桜島町、揖宿郡喜入町、日置郡郡山町及び同郡松元町の5町を編入し、現在に至る。

### 行政区域の変遷
- 1889年4月1日 市制町村制施行に伴い、鹿児島城下47町及び鹿児島近在3村の区域より鹿児島市が発足。
  - 同時に、現在の市域に相当する以下の各村が発足。カッコ内は郡制施行に伴う郡統廃合後の所属郡。
    - 鹿児島郡：吉野村・中郡宇村・西武田村・伊敷村・吉田村
    - 北大隅郡（鹿児島郡）：西桜島村・東桜島村
    - 谿山郡（鹿児島郡）：谷山村
    - 日置郡：上伊集院村・下伊集院村・郡山村
    - 給黎郡（揖宿郡）：喜入村
- 1897年04月01日【郡区画改正】郡の統廃合が行われる。
- 1911年09月30日 【編入】伊敷村大字下伊敷字草牟田（草牟田）および西武田村大字武の一部（武、天保山）⇒鹿児島市[8]
- 1920年10月01日 【編入】伊敷村大字下伊敷字紙屋谷（玉里）および伊敷村大字永吉（永吉、原良）⇒鹿児島市[8]
- 1924年09月01日 【町制施行】谷山村⇒谷山町
- 1934年08月01日 【編入】吉野村・中郡宇村・西武田村⇒鹿児島市
- 1950年10月01日 【編入】伊敷村・東桜島村⇒鹿児島市
- 1956年09月30日 【分割編入・町制施行】郡山村・下伊集院村大字有屋田および大字嶽⇒郡山町（下伊集院村の残りの区域は伊集院町・東市来町および日吉町に編入）[9]
- 1956年10月15日 【町制施行】喜入村⇒喜入町
- 1958年10月01日 【市制施行】谷山町⇒谷山市[10]
- 1960年04月01日 【町制施行・改称】上伊集院村⇒松元町
- 1967年04月29日 【新設合併】鹿児島市・谷山市⇒鹿児島市
- 1972年11月01日 【町制施行】吉田村⇒吉田町[11]
- 1973年05月01日 【町制施行・改称】西桜島村⇒桜島町
- 2004年11月01日 【編入】吉田町・桜島町・松元町・郡山町・喜入町⇒鹿児島市[12]

## 市制施行時の町名
市制施行時に鹿児島府下（旧・鹿児島城下）の上町（かんまち）と下町（しもまち）、上町及び下町にも属さない鹿児島府下の区域、西田村、塩屋村、荒田村の区域を以て鹿児島市として成立した。市制が施行されたのに伴い上記の鹿児島府下の47町及び西田村、塩屋村、荒田村にあたる区域を以て、鹿児島市として発足。従来の町は町丁に、村は大字となった。

市制町村制施行時（1889年時点）

上町は市制施行時の小川町、和泉屋町、恵美須町、車町、栄町、柳町、浜町、向江町の区域にあたり、鶴丸城の堀の西端部から海岸へ流れる名山堀より北側の区域に該当する。上町は鎌倉時代より守護が居住していた東福寺城の城下に守護町が形成されたのが始まりであると言われており、その後現在の鹿児島市立清水中学校付近に移転したころより町屋が広がり始め、町屋敷群が形成された。また、海沿いに位置していた恵美須町などは海運、漁業などで栄え、それに従事する者や商人などが居住していた。
下町は、名山堀より南側であり、山下町、易居町、生産町、六日町、築町、汐見町、泉町、金生町、中町、呉服町、大黒町、堀江町、住吉町、船津町、新町、松原通町が下町の区域にあたり、下町も上町と同様に町屋敷が連なる区域であった。
西田村は南北朝期、荒田村は戦国期、塩屋村は江戸期にそれぞれ成立した。

## 市制施行から3村編入

吉野村・中郡宇村・西武田村編入後（1934年時点）

1911年（明治44年）には西武田村の大字武の一部と飛地（天保山）及び、伊敷村の大字下伊敷のうち草牟田地区（旧・草牟田村）を鹿児島市に編入し、武の一部より武町、飛地を天保山町とし2町、草牟田地区の全域より草牟田町の1町が成立した。また同年には大字西田の一部を西田町に編入し、残部をもって常盤町が新設されたため大字西田は消滅し、大字荒田については一部を西武田村大字田上に編入し、残部をもって上荒田町が成立したため大字荒田は消滅した。また、大字塩屋は同年町となり、「塩屋町」に改称した。
その後1920年（大正9年）には伊敷村大字下伊敷のうち字紙屋谷、伊敷村大字永吉が編入され、紙屋谷地区は玉里町、永吉は永吉町及び原良町（旧・原良村）となった。

## 二度の編入合併による大字の廃止及び町の設置
1889年（明治22年）の町村制施行により、鹿児島郡吉野村、西武田村、中郡宇村、伊敷村、北大隅郡東桜島村が成立した。1911年（明治44年）と1920年（大正9年）の2回にわたり、西武田村及び伊敷村の一部が鹿児島市に編入され、鹿児島市の一部が西武田村に編入された他は各村域に変更は無かった。
1934年（昭和9年）に鹿児島郡吉野村、西武田村、中郡宇村が鹿児島市に編入された。
1950年（昭和25年）には伊敷村、東桜島村が鹿児島市に編入された。
桜島の東半分を区域としていた東桜島村と薩摩半島側の鹿児島市の間には西桜島村（のちの桜島町、桜島の西半分）があり、飛地合併となった。

### 吉野村・西武田村・中郡宇村編入
1934年（昭和9年）の吉野村・西武田村・中郡宇村の3村編入に伴い公示された
規定により、吉野村大字吉野の町村制施行以前の旧坂元村の区域を以て「坂元町」が設置され、西武田村大字武は1911年に西武田村から鹿児島市に編入され設置されていた鹿児島市武町に編入されたほか、中郡宇村大字中は「鴨池町」に改称された
。その他の大字については大字を廃止し、町となった。

### 伊敷村・東桜島村編入

伊敷村・東桜島村編入後（1950年時点）

1950年（昭和25年）の伊敷村及び東桜島村の編入に伴い、
伊敷村の大字上伊敷は「伊敷町」に改称、大字永吉の一部を分割し「原良町」が設置されたほか、大字比志島及び大字皆房を合併し「皆与志町」を設置した。
東桜島村の大字湯之は「東桜島町」に改称、大字脇の区域を大字有村に編入し「有村町」となった。

## 谷山市の町名と鹿児島市との合併

### 谷山市の町名
谷山市は、1889年（明治22年）の町村制施行に伴い、江戸期の谷山郷の全域を以て谿山郡谷山村として成立。1924年（大正13年）には町制施行し、谷山町となり、1957年（昭和32年）には谷山町が市制施行し、谷山市となった。町村制が施行された際に江戸期の藩政村が継承され設置された8大字の区域に変更はなく、谷山市となった際には大字の区域は町となり合併時には上福元町、下福元町、塩屋町、和田町、中町、山田町、五ケ別府町、平川町の8町から構成されていた。

### 谷山市と鹿児島市の合併
1967年4月29日、鹿児島市と谷山市は新設合併し鹿児島市となった。谷山市と鹿児島市の両市には「塩屋町」があったため重複防止のために鹿児島市の塩屋町は「甲突町」、谷山市の塩屋町は「谷山塩屋町」に改称している。また同様に両市に「中町」があったため、谷山市の中町（なかまち）は重複防止のために「中山町」（ちゅうざんちょう）に改称されている。

## 平成の大合併

### 吉田町、桜島町、松元町、郡山町、喜入町の変遷

鹿児島市編入以前の5町の地図

1889年（明治22年）の町村制施行により、鹿児島郡吉田郷の全域を以て吉田村、
北大隅郡桜島郷の西半分にあたる赤水村・横山村・小池村・赤生原村・武村・藤野村・西道村・松浦村・二俣村・白浜村の区域を以て西桜島村、
日置郡伊集院郷のうち上谷口村・石谷村・入佐村・直木村・春山村・福山村の区域を以て上伊集院村、
苗代川村・野田村・神之川村・宮田村・寺脇村・上神殿村・嶽村・下神殿村・桑畑村・麦生田村・有屋田村の区域を以て下伊集院村、
郡山郷の全域を以て郡山村、給黎郡喜入郷の全域を以て喜入村が成立した。
1956年（昭和31年）に下伊集院村は、隣接する郡山村、伊集院町、東市来町、日吉町の3町1村に分割編入された、下伊集院村のうち、郡山村と旧来より経済的、文化的に同一環境にあった大字有屋田、大字嶽の2大字を郡山村に編入し、編入と同時に郡山村は町制施行し、郡山町となった。
1956年に喜入村が町制施行し喜入町、
1960年に上伊集院村が町制施行と同時に改称し、松元村へ改称、即日町制施行し松元町となり、
1972年に吉田村が町制施行し吉田町、そして
1973年に西桜島村が桜島村へ改称、即日町制施行し桜島町となった。
その後は5町では町名や町域に変更はなかった。

### 鹿児島市5町編入
2004年（平成16年）に吉田町、桜島町、松元町、郡山町、喜入町が鹿児島市に編入された。この際、従来の大字の区域に新たに町が設定され、旧桜島町、旧喜入町のうち大字喜入以外、郡山町大字嶽、郡山町大字厚地、吉田町大字西佐多浦、吉田町大字東佐多浦を除く大字は「＜旧大字名＞町」（例：松元町大字春山→鹿児島市春山町）のように改称された。
旧桜島町の区域の町名は「桜島+＜旧大字名＞町」（例：大字赤水→桜島赤水町）に改称し、旧喜入町の区域も大字喜入を除き、「喜入+＜旧大字名＞町」（例：大字瀬々串→喜入瀬々串町）に改称した。また、郡山町大字嶽は『郡山岳町』（こおりやまたけまち）、郡山町大字厚地は『花尾町』（はなおまち）、吉田町の西佐多浦及び東佐多浦については浦を除いた『西佐多町』、『東佐多町』にそれぞれ改称した。尚、牟礼岡一丁目から牟礼岡三丁目については設置当初より町丁として設置されており変更された点はない。

## 変遷表

### 鹿児島市域における変遷表
表中の■は鹿児島市、■は鹿児島市を除く市、■は町を示す。その他の色は村である。
| 1889年4月1日             | 1889年-1910年                 | 1910年-1930年                 | 1930年-1950年                 | 1950年-1970年                 | 1970年-1990年                  | 1990年-現在                    | 現在     |
| ------------------------ | ----------------------------- | ----------------------------- | ----------------------------- | ----------------------------- | ------------------------------ | ------------------------------ | -------- |
| 鹿児島市                 | 鹿児島市                      | 鹿児島市                      | 鹿児島市                      | 鹿児島市                      | 1967年4月29日 鹿児島市（新設） | 1967年4月29日 鹿児島市（新設） | 鹿児島市 |
| 鹿児島郡中郡宇村         | 鹿児島郡中郡宇村              | 鹿児島郡中郡宇村              | 1934年8月1日 鹿児島市         | 鹿児島市                      | 1967年4月29日 鹿児島市（新設） | 1967年4月29日 鹿児島市（新設） | 鹿児島市 |
| 鹿児島郡西武田村         |                               |                               | 1934年8月1日 鹿児島市         | 鹿児島市                      | 1967年4月29日 鹿児島市（新設） | 1967年4月29日 鹿児島市（新設） | 鹿児島市 |
| 鹿児島郡吉野村           |                               |                               | 1934年8月1日 鹿児島市         | 鹿児島市                      | 1967年4月29日 鹿児島市（新設） | 1967年4月29日 鹿児島市（新設） | 鹿児島市 |
| 鹿児島郡伊敷村           | 鹿児島郡伊敷村                | 鹿児島郡伊敷村                | 鹿児島郡伊敷村                | 1950年10月1日 鹿児島市        | 1967年4月29日 鹿児島市（新設） | 1967年4月29日 鹿児島市（新設） | 鹿児島市 |
| 北大隅郡東桜島村         | 1897年4月1日 鹿児島郡東桜島村 | 1897年4月1日 鹿児島郡東桜島村 | 1897年4月1日 鹿児島郡東桜島村 | 1950年10月1日 鹿児島市        | 1967年4月29日 鹿児島市（新設） | 1967年4月29日 鹿児島市（新設） | 鹿児島市 |
| 谿山郡谷山村             | 1897年4月1日 鹿児島郡谷山村   | 1924年9月1日 鹿児島郡谷山町   | 1924年9月1日 鹿児島郡谷山町   | 1958年10月1日 谷山市          | 1967年4月29日 鹿児島市（新設） | 1967年4月29日 鹿児島市（新設） | 鹿児島市 |
| 鹿児島郡吉田村           | 鹿児島郡吉田村                | 鹿児島郡吉田村                | 鹿児島郡吉田村                | 鹿児島郡吉田村                | 1972年11月1日 鹿児島郡吉田町   | 2004年11月1日 鹿児島市         | 鹿児島市 |
| 北大隅郡西桜島村         | 1897年4月1日 鹿児島郡西桜島村 | 1897年4月1日 鹿児島郡西桜島村 | 1897年4月1日 鹿児島郡西桜島村 | 1897年4月1日 鹿児島郡西桜島村 | 1973年5月1日 鹿児島郡桜島町    | 2004年11月1日 鹿児島市         | 鹿児島市 |
| 日置郡上伊集院村         | 日置郡上伊集院村              | 日置郡上伊集院村              | 日置郡上伊集院村              | 日置郡上伊集院村              | 1960年4月1日 日置郡松元町      | 2004年11月1日 鹿児島市         | 鹿児島市 |
| 日置郡郡山村             | 日置郡郡山村                  | 日置郡郡山村                  | 日置郡郡山村                  | 1956年9月30日 郡山町          | 1956年9月30日 郡山町           | 2004年11月1日 鹿児島市         | 鹿児島市 |
| 日置郡下伊集院村（一部） |                               |                               |                               | 1956年9月30日 郡山町          | 1956年9月30日 郡山町           | 2004年11月1日 鹿児島市         | 鹿児島市 |
| 給黎郡喜入村             | 1897年4月1日 揖宿郡喜入村     | 1897年4月1日 揖宿郡喜入村     | 1897年4月1日 揖宿郡喜入村     | 1956年10月15日 揖宿郡喜入町   | 1956年10月15日 揖宿郡喜入町    | 2004年11月1日 鹿児島市         | 鹿児島市 |